# Karlovo náměstí
Karlovo náměstí (in italiano Piazza Carlo) è una piazza che si trova nella Città Nuova di Praga.
Con i suoi circa 80.550 m² era la piazza cittadina più grande dell'Europa medievale ed è tuttora una delle piazze più grandi del continente.
La piazza è stata realizzata nel 1348 per volere dell'imperatore Carlo IV per esser la piazza principale della Città Nuova, motivo per il quale vi venne costruito il Municipio della Città Nuova, anche se in seguito la piazza più importante divenne Piazza San Venceslao.
Verso la fine del XIV secolo, al centro della piazza, venne costruita la cappella del Corpus Domini (demolita nel XVIII secolo) che era un importante luogo di pellegrinaggio tra la fine del XIV e l'inizio del XV secolo, perché lì venivano mostrate le sacre reliquie e i gioielli della corona del Sacro Romano Impero. 
Il 30 luglio 1419 nella piazza avvenne la prima defenestrazione di Praga che portò allo scoppio delle guerre hussite, mentre nel XVII secolo la piazza divenne la sede scelta dai gesuiti per la costruzione della chiesa di Sant'Ignazio, dedicata al fondatore dell'Ordine e progettata da Carlo Lurago. Sul lato sud della piazza invece venne realizzata nel 1730 la barocca chiesa di San Giovanni Nepomuceno sulla Roccia.
Negli anni '60 dell'Ottocento la parte centrale della piazza fu trasformata in un parco cittadino e oggi la piazza è oggi uno dei principali snodi dei trasporti del centro città, grazie all'omonima stazione della metropolitana e alle numerose linee del tram che la attraversano in tutte le direzioni.

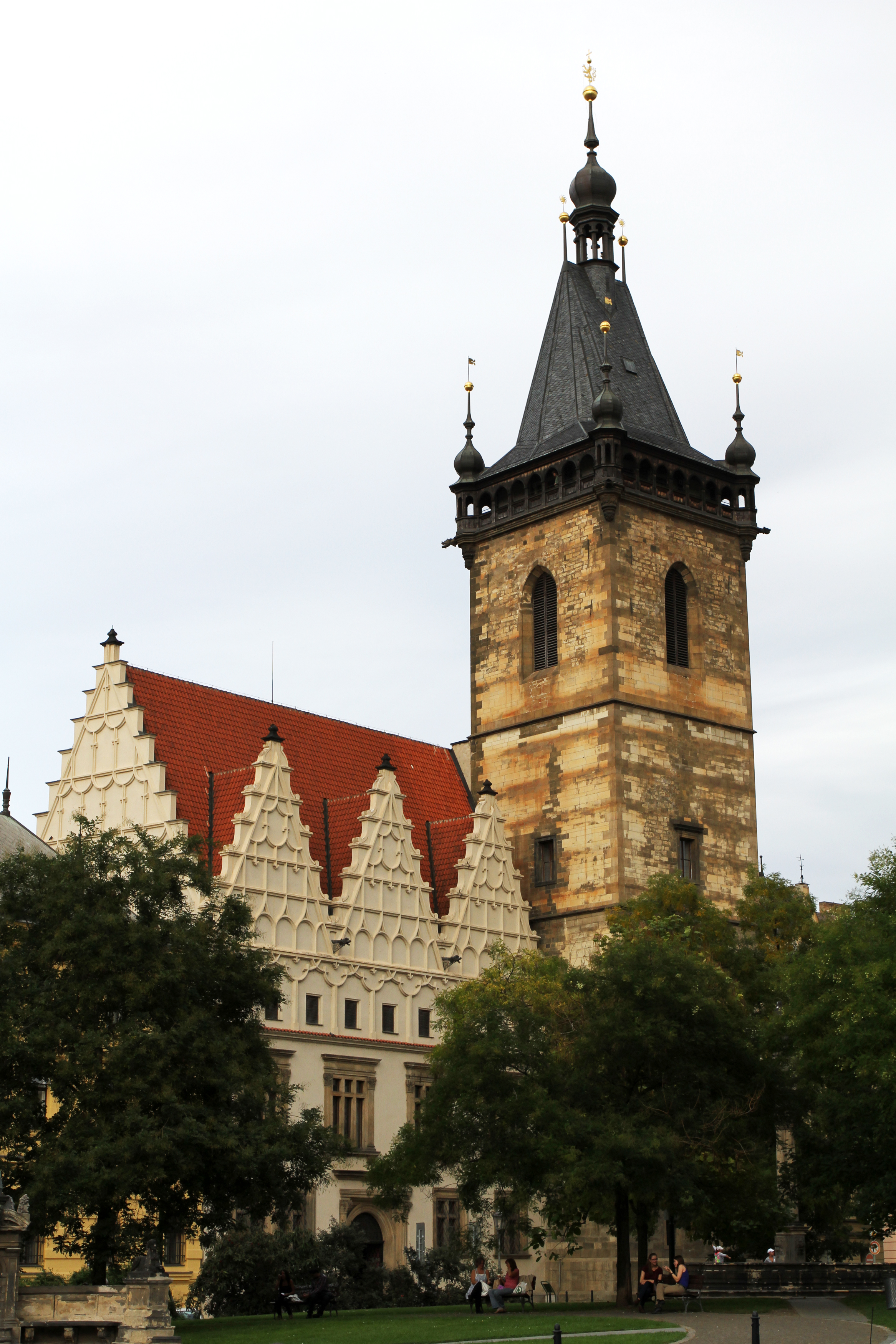
Il Municipio

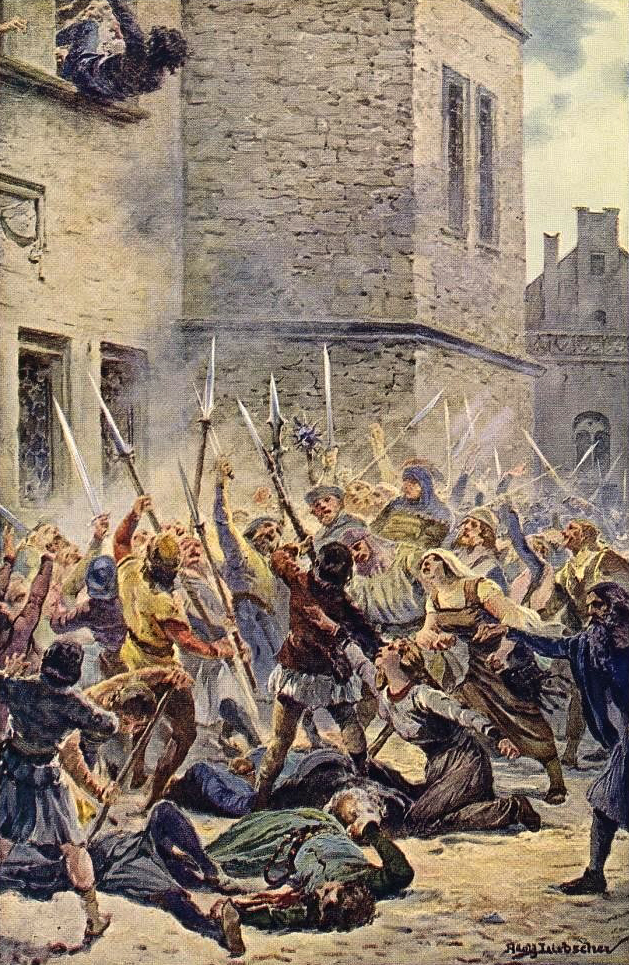
Prima defenestrazione di Praga, dipinto di Adolf Liebscher

## Edifici importanti
- Nuovo municipio
- Chiesa di Sant'Ignazio
- Chiesa di San Giovanni Nepomuceno sulla Roccia
- Edificio neorinascimentale dell'Università Tecnica Ceca di Praga